# (1878) Hughes
(1878) Hughes es un asteroide que forma parte del cinturón de asteroides y fue descubierto por Eugène Joseph Delporte desde el Real Observatorio de Bélgica, Uccle, el 18 de agosto de 1933.

## Designación y nombre
Hughes recibió inicialmente la designación de 1933 QC.
Posteriormente se nombró en honor de un nieto del descubridor.

## Características orbitales
Hughes está situado a una distancia media del Sol de 2,846 ua, pudiendo acercarse hasta 2,817 ua. Tiene una inclinación orbital de 1,782° y una excentricidad de 0,01005. Emplea 1754 días en completar una órbita alrededor del Sol.